# Júlio Pires Monteles
Júlio Pires Monteles (Anapurus, 1 de julho de 1939) foi um político brasileiro. Anteriormente, foi deputado estadual pelo estado do Maranhão por cinco mandatos consecutivos.

## Carreira política
Começou a carreira política em 1982, sendo reeleito em 1986, 1990, 1994 e 1998. Deixou a Assembleia Legislativa do Maranhão em 2001. 
Ao longo de sua vida pessoal em 2015, faleceu em São Luís aos 76 anos.